# Jakow Pachomow
Jakow Zacharowicz Pachomow (ros. Яков Захарович Пахомов, ur. 1897 w Nowoczerkasku, zm. 21 kwietnia 1938) – radziecki polityk.

## Życiorys
W 1918 został członkiem RKP(b), 1923-1924 był przewodniczącym wołyńskiej gubernialnej komisji planowej i jednocześnie zastępcą przewodniczącego komitetu wykonawczego wołyńskiej rady gubernialnej, a 1925-1926 przewodniczącym Komitetu Wykonawczego Melitopolskiej Rady Okręgowej. Od 12 grudnia 1925 do 12 czerwca 1930 wchodził w skład Centralnej Komisji Kontrolnej KP(b)U, w 1929 był zastępcą przewodniczącego tej komisji i jednocześnie zastępcą ludowego komisarza inspekcji robotniczo-chłopskiej Ukraińskiej SRR, a od 28 stycznia 1932 do 9 stycznia 1937 członkiem KC KP(b)U. Od lutego do sierpnia 1932 był przewodniczącym Biura Organizacyjnego Prezydium Wszechukraińskiego Centralnego Komitetu Wykonawczego na obwód odeski, od sierpnia 1932 do 23 września 1933 przewodniczącym Komitetu Wykonawczego Odeskiej Rady Obwodowej, od 20 września 1933 do 20 marca 1934 I zastępcą ludowego komisarza rolnictwa Ukraińskiej SRR, a od marca 1934 do lipca 1937 przewodniczącym Komitetu Wykonawczego Wschodniosyberyjskiej Rady Krajowej/Obwodowej. 19 czerwca 1937 podczas wielkiego terroru został aresztowany i następnie rozstrzelany. 28 lipca 1956 pośmiertnie go zrehabilitowano.